# Де Врис, Фрэнсис
Фрэнсис де Врис (англ. Francis de Vries; род. 28 ноября 1994, Крайстчерч) — новозеландский футболист, защитник шведского «Вернаму» и национальной сборной Новой Зеландии.

## Клубная карьера
Является воспитанником «Кентербери Юнайтед», где прошёл путь от детской до юношеских команд. 13 ноября 2011 года дебютировал во взрослом футболе в матче чемпионата Новой Зеландии с «Хокс-Бей Юнайтед», выйдя на замену в середине второго тайма. В 2012 году полгода провёл в молодёжной команде швейцарского «Базеля». В 2013 году переехал в США, где начал обучение в колледже при Университете Святого Фрэнсиса в Мичигане. Выступал за местную команду «Сэйнт Фрэнсис Ред Флэш» в соревнованиях среди колледжей и за «Мичиган Бакс» во Второй лиге ЮСЛ.
В 2017 году на супердрафте MLS был выбран под 29-м номером командой «Ванкувер Уайткэпс». В марте того же года подписал контракт с клубом и был отправлен во вторую команду. В её составе провёл 20 игр в Чемпионшипе ЮСЛ.
27 ноября 2017 года вернулся в Новую Зеландию, подписав контракт с «Кентербери Юнайтед». В начале 2018 года отправился в Европу, присоединившись к шведскому клубу «Гимо» из пятого дивизиона. В июле подписал контракт с «Нючёпингом», рассчитанный до конца года.
Перед сезоном 2019 года перешёл в «Вернаму». В его составе в 2020 году стал победителем первого шведского дивизиона, а в сезоне 2021 года занял первую строчку в турнирной таблице Суперэттана, в результате чего клуб впервые в своей истории вышел в Алльсвенскан.

## Карьера в сборной
В ноябре 2021 года был впервые вызван в национальную сборную Новой Зеландии на товарищеский матч с Гамбией в Абу-Даби. 16 ноября дебютировал в этом матче, заменив в компенсированное ко второму тайму время Либерато Какаче.

## Достижения
Вернаму:
- Победитель Суперэттана: 2021

## Клубная статистика
| Выступление         | Выступление      | Выступление      | Лига | Лига | Кубки | Кубки | Конт. кубки | Конт. кубки | Итого | Итого |
| Клуб                | Лига             | Сезон            | Игры | Голы | Игры  | Голы  | Игры        | Голы        | Игры  | Голы  |
| ------------------- | ---------------- | ---------------- | ---- | ---- | ----- | ----- | ----------- | ----------- | ----- | ----- |
| Кентербери Юнайтед  | Премьершип       | 2011/12          | 1    | 0    | 0     | 0     | 0           | 0           | 1     | 0     |
| Кентербери Юнайтед  | Итого            | Итого            | 1    | 0    | 0     | 0     | 0           | 0           | 1     | 0     |
| Ванкувер Уайткэпс 2 | Чемпионшип ЮСЛ   | 2017             | 20   | 0    | 0     | 0     | 0           | 0           | 20    | 0     |
| Ванкувер Уайткэпс 2 | Итого            | Итого            | 20   | 0    | 0     | 0     | 0           | 0           | 20    | 0     |
| Кентербери Юнайтед  | Премьершип       | 2017/18          | 15   | 1    | 0     | 0     | 0           | 0           | 15    | 1     |
| Кентербери Юнайтед  | Итого            | Итого            | 15   | 1    | 0     | 0     | 0           | 0           | 15    | 1     |
| Гимо                | Дивизион 5       | 2018             | 11   | 6    | 0     | 0     | 0           | 0           | 11    | 6     |
| Гимо                | Итого            | Итого            | 11   | 6    | 0     | 0     | 0           | 0           | 11    | 6     |
| Нючёпинг            | Дивизион 1       | 2018             | 11   | 0    | 1     | 0     | 0           | 0           | 12    | 0     |
| Нючёпинг            | Итого            | Итого            | 11   | 0    | 1     | 0     | 0           | 0           | 12    | 0     |
| Вернаму             | Дивизион 1       | 2019             | 29   | 2    | 5     | 0     | 0           | 0           | 34    | 2     |
| Вернаму             | Дивизион 1       | 2020             | 29   | 2    | 0     | 0     | 0           | 0           | 29    | 2     |
| Вернаму             | Суперэттан       | 2021             | 28   | 1    | 1     | 0     | 0           | 0           | 29    | 1     |
| Вернаму             | Итого            | Итого            | 86   | 5    | 6     | 0     | 0           | 0           | 92    | 5     |
| Всего за карьеру    | Всего за карьеру | Всего за карьеру | 144  | 12   | 7     | 0     | 0           | 0           | 151   | 12    |

## Статистика в сборной
| Матчи и голы Фрэнсиса де Вриса за национальную сборную Новой Зеландии | Матчи и голы Фрэнсиса де Вриса за национальную сборную Новой Зеландии | Матчи и голы Фрэнсиса де Вриса за национальную сборную Новой Зеландии | Матчи и голы Фрэнсиса де Вриса за национальную сборную Новой Зеландии | Матчи и голы Фрэнсиса де Вриса за национальную сборную Новой Зеландии | Матчи и голы Фрэнсиса де Вриса за национальную сборную Новой Зеландии |
| №                                                                     | Дата                                                                  | Оппонент                                                              | Счёт                                                                  | Голы                                                                  | Соревнование                                                          |
| --------------------------------------------------------------------- | --------------------------------------------------------------------- | --------------------------------------------------------------------- | --------------------------------------------------------------------- | --------------------------------------------------------------------- | --------------------------------------------------------------------- |
| 1                                                                     | 16 ноября 2021                                                        | Гамбия                                                                | 2:0                                                                   | 0                                                                     | Товарищеский матч                                                     |
| 2                                                                     | 28 января 2022                                                        | Иордания                                                              | 1:3                                                                   | 0                                                                     | Товарищеский матч                                                     |

Итого:2 матча и 0 голов; 1 победа, 0 ничьих, 1 поражение.